# Raj Krishna Tandon
Raj Krishna Tandon  (* 10. Februar 1910 in Agra; † 8. Dezember 1986) war ein indischer Diplomat.

## Leben
Am 13. Juni 1934 wurde Tandon als Barrister vor die Gerichtsschranken in London gerufen. Im Juni 1939 wurde er in den Indian Civil Service genommen. Im Juni 1942 wurde er zum stellvertretenden Sekretär der Abteilung für Information und Rundfunk in Britisch-Indien ernannt. Von Mai 1946 bis 1948 war er Handelsattaché an der indischen Vertretung in Colombo unter V. V. Giri.
Von 1948 bis 1950 war Tandon stellvertretender Controler Import und Export in Bombay. 1950 war er stellvertretender Sekretär für Importe der indischen Regierung. Von 1950 bis 1953 war er Generalkonsul in Puducherry in Französisch-Indien. 1954 war er u. a. geschäftsführender Generalkonsul in Belgisch Kongo.
Von 1954 bis 1957 war Tandon Kommissar in Singapur und Malaysia. Von 1957 bis 1959 war er Verbindungssekretär und Zeremonienmeister im indischen Außenministerium. Vom 2. April 1960 bis 1963 war er Botschafter in Den Haag. Von 1963 bis 1965 war er Hochkommissar in Nairobi. 1965 bis 1968 war er Botschafter in Dublin.
1985 war er Präsident der Association of Indian Diplomats, einer Gesellschaft ehemaliger indischer Botschafter und Hochkommissare in Neu-Delhi.